# Đa hình
Trong vật liệu học, đa hình là khả năng mà một vật liệu rắn có thể tồn tại ở nhiều dạng có cấu trúc tinh thể khác nhau. Đa hình có thể thấy trong bất kỳ loại vật liệu kết tinh nào như polymer, khoáng vật, và kim loại, và liên quan đến thù hình, một kiểu đề cập đến nguyên tố hóa học. Hình dạng hoàn chỉnh của vật liệu được miêu tả bởi tính đa hình và các thông số khác như dạng thường tinh thể, tỉ lệ vô định hình hoặc khuyết tật tinh thể. Đa hình liên quan đến các lĩnh vực dược học, hóa nông, chất tạo màu, chất nhuộm, thực phẩm, và chất nổ.
Một số kiểu đa hình của SiC.
| Pha   | Cấu trúc           | Ký hiệu Ramsdell | Stacking Sequence | Chú thích                |
| ----- | ------------------ | ---------------- | ----------------- | ------------------------ |
| α-SiC | sáu phương         | 2H               | AB                | dạng Wurtzit             |
| α-SiC | sáu phương         | 4H               | ABCB              |                          |
| α-SiC | sáu phương         | 6H               | ABCACB            | ổn định và phổ biến nhất |
| α-SiC | thoi               | 15R              | ABCACBCABACABCB   |                          |
| β-SiC | lập phương tâm mặt | 3C               | ABC               | Sphalerit                |